# زولا بلاد
زولا بلاد (به انگلیسی: Zola Blood)، یک گروه 4 نفره موسیقی به سبک ایندی پاپ و اهل لندن انگلستان است که اولین آلبوم رسمی خود را در سال 2017 و با اسم بازی های بی پایان منتشر کرد. 

## ترانه‌شناسی

### آلبوم‌های استودیویی
- Infinite Games، (۲۰۱۷)

### ئی پی‌ها
- Meridian، (۲۰۱۴)
- Two Hearts، (۲۰۲۰)
- Two Hearts Live at A&B، (۲۰۲۰)
- Two Hearts Remix EP، (۲۰۲۰)

### تک آهنگ‌ها
- Grace، (۲۰۱۴)
- Meridian، (۲۰۱۴)
- Play Out/Pieces of the Day، (۲۰۱۵)
- Heartbeat، (۲۰۱۶)
- Islands، (۲۰۱۶)
- Good Love، (۲۰۱۷)
- Nothing، (۲۰۱۷)
- The Only Thing، (۲۰۱۷)
- Get Light، (۲۰۱۷)
- Silver Soul، (۲۰۲۰)